# دیدگاه ارسطو در مورد زنان
نظرات ارسطو دربارهٔ زنان، متفکران متأخر غربی را تحت تأثیر قرار داد، آنها از او به عنوان مرجع اقتدار تا پایان قرون وسطی نقل می‌کردند و در تاریخ زنان تأثیرگذار بودند.
ارسطو در سیاست خود زنان را مطیع مردان، اما بالاتر از بردگان و فاقد اقتدار می‌دانست. او معتقد بود که شوهر باید بر زن حاکمیت سیاسی داشته باشد. از میان تفاوت‌های زنان با مردان این بود که آنها از نظر او بیشتر تکانشی، دلسوز، شکایت گر و فریبکارتر بودند. او همان شادی را برای زنان قائل بود که مردان، و در سخنان خود اظهار داشت که جامعه نمی‌تواند خوشبخت باشد مگر اینکه زنان نیز شاد باشند. در حالی که افلاطون در برابر برابری بالقوه زن و مرد آزاد بود، اظهار داشت که زنان از نظر قدرت و فضیلت با مردان برابر نیستند، اما از نظر ظرفیت عقلانی و شغلی با مردان برابر هستند، بنابراین در جمهوری ایده‌آل باید تحصیل کرده و مجاز به کار بدون تمایز در کنار مردان باشند.
ارسطو در نظریه ارث خود، مادر را عنصری مادی منفعل به کودک می‌داند، در حالی که پدر عنصری فعال و مؤثر را با شکل گونه انسانی فراهم می‌کند.
ارسطو معتقد بود که زنان نسبت به مردان تکامل چندانی نداشته اند. بنابرین قدرت تصمیم گیری و اداره ندارند و نمیتوانند به نحو مستقل زندگی کنند.